# International sømil
En international sømil, international nautisk mil, i daglig tale nautisk mil eller sømil, blev i 1929 ved en international konference sat til 1.852 meter. For andre definitioner af sømil se tabellen i mil.
Sømil er den længdeenhed, som benyttes til søs og ved flyvning. Den danner grundlaget for hastighedsenheden knob.
En international sømil, svarer til et bueminut (1/60 af en breddegrad) af en storcirkel på jordens overflade. Der har hersket usikkerhed om omkredsens længde og derfor været variationer fra det ene land til det andet om længden af en sømil. 
På en international hydrografisk konference i 1929 fastsatte man længden af en sømil til 1.852 meter svarende til, at man afrundede omkredsen af en storcirkel til 40.000 kilometer. Denne definition er siden accepteret af de fleste lande.